# Valéry Vienneau
Pour les articles homonymes, voir Vienneau.
Valéry Vienneau, né le 13 octobre 1947 à Cap-Pelé au Nouveau-Brunswick, est un prélat canadien de l'Église catholique. Il est l'archevêque de l'archidiocèse de Moncton au Nouveau-Brunswick de 2012 à 2023.

## Carrière
Valéry Vienneau fut ordonné prêtre le 29 août 1982 au sein de l'archidiocèse de Moncton. Le 3 juillet 2002, il devint l'évêque du diocèse de Bathurst. Le 15 juin 2012, il devint l'archevêque de l'archidiocèse de Moncton.

## Abus sexuels
Le documentaire Le Silence évoque les agressions sexuelles et viols pédocriminels perpétrés par des prêtres catholiques pendant des décennies. De nombreux prêtres comme Camille Léger à Cap-Pelé, Lévi Noël à Bathurst ou encore Yvon Arsenault ont agressé des centaines d'enfants. Des victimes de ces prêtres pédophiles décident de rompre le silence et s'expriment dans ce documentaire,. L'archevêque Valéry Vienneau a refusé de s'y exprimer, préférant garder le silence.